# 陸奥総社宮

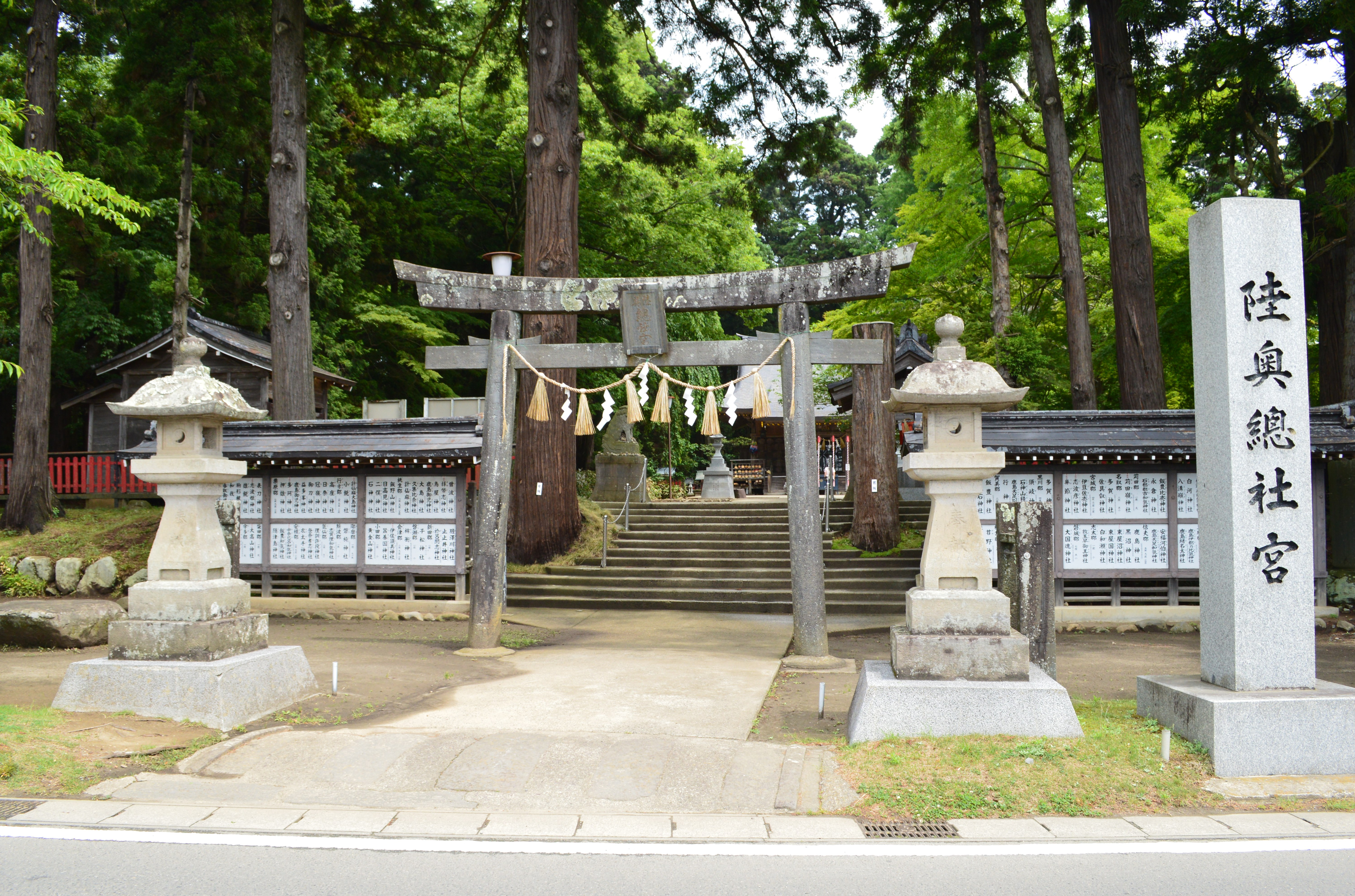
鳥居

陸奥総社宮（むつそうしゃのみや/むつそうじゃぐう）は、宮城県多賀城市市川にある神社。陸奥国総社で、旧社格は村社。

## 祭神
主祭神は次の2柱。
- 八塩道老翁神
- 八塩道老女神

また、陸奥国内31郡の式内社100社の神霊を合わせ祀る。

## 歴史
古代、国司には各国内の神社を巡拝する任務があった。これを効率化するため、各国の国府近くに国内の神を合祀した総社を設け、まとめて祭祀を行うようになった。この制は平安時代に広まったものであるが、陸奥国の総社について当時の記録はない。陸奥国府（多賀城）の近く、「奏社宮」と呼ばれていた当社を総社に比定する説が江戸時代から有力視されているが、当社で伝える古記録は失われており明らかでない。なお、鹽竈神社を総社とする説があるほか、『延喜式』神名帳に載る「多賀神社」を当社に比定する説もある。
鎌倉時代には、陸奥留守職に任じられて「留守」姓を名乗るようになった伊沢氏により崇敬を受け、祭祀料として3,000刈の社地が寄進されたという。江戸時代になると仙台藩初代藩主の伊達政宗による領内寺社整備が行われ、法蓮寺（鹽竈神社別当）末寺の市川山神奏院が別当として置かれ社務が行われた。『宮城県神社名鑑』によれば、奏社宮には歴代藩主の尊崇が篤く、親拝代参などがあったという。
明治維新後、明治4年（1871年）10月に近代社格制度において村社に列した。明治41年（1908年）に貴船神社など7社が合祀されたほか、大正12年（1923年）8月には神饌幣帛料供進神社に指定された。
現在も安産守護・海上守護・歳徳・武徳・大難除けの神として崇敬されている。

## 境内
社殿は本殿・拝殿からなる。
境内には多賀城市の保存樹木が2本ある。
- 陸奥総社宮の白木蓮（ハクモクレン） - 1985年調査での推定樹齢約220年（江戸時代）、樹高16.8メートル、周囲2.2メートル。
- 陸奥総社宮の老杉（スギ） - 1985年調査での推定樹齢約600年（室町時代）、樹高25.6メートル、周囲4.88メートル。神社の神木で、正月にしめ縄をかける。

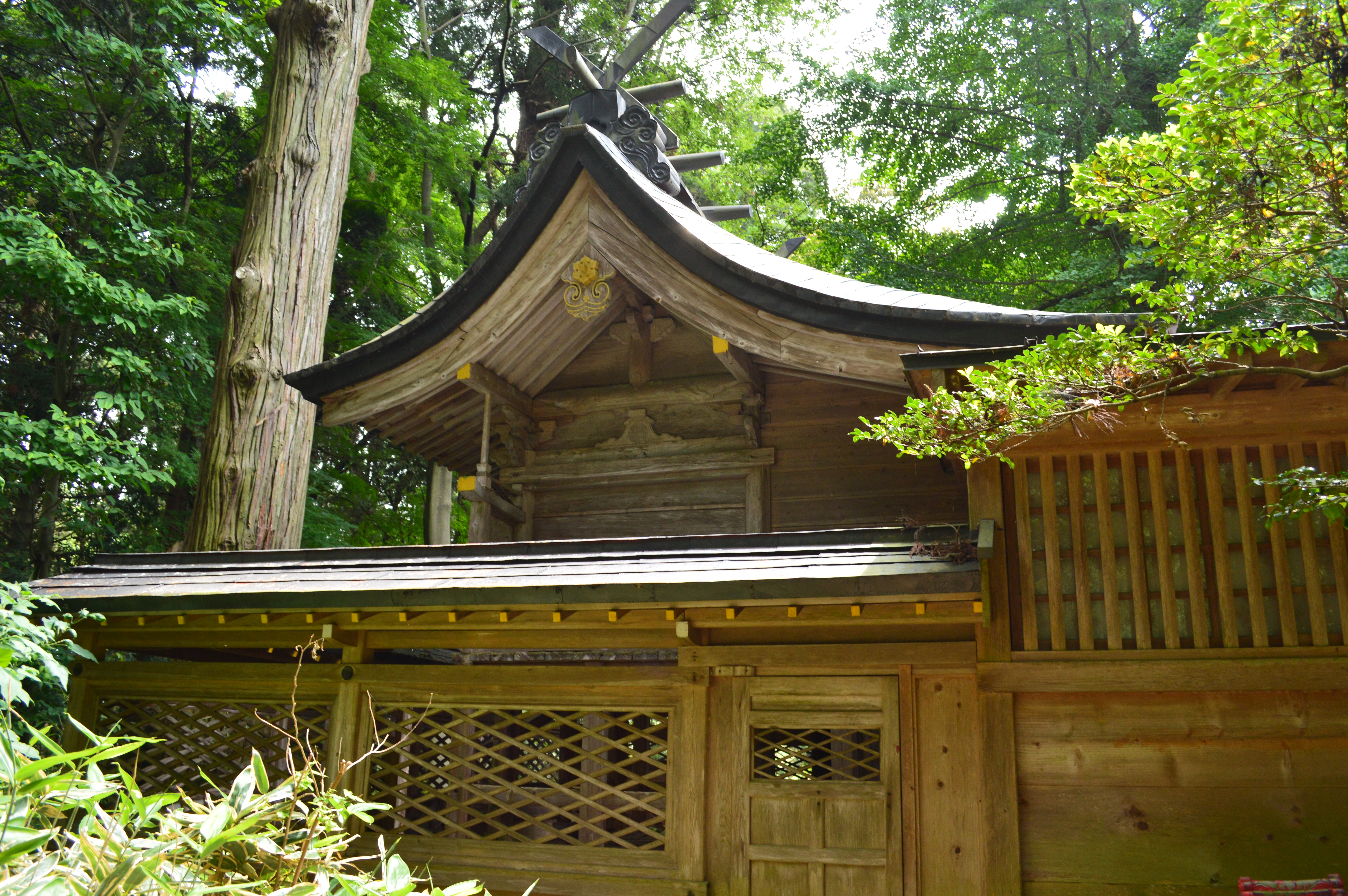
本殿
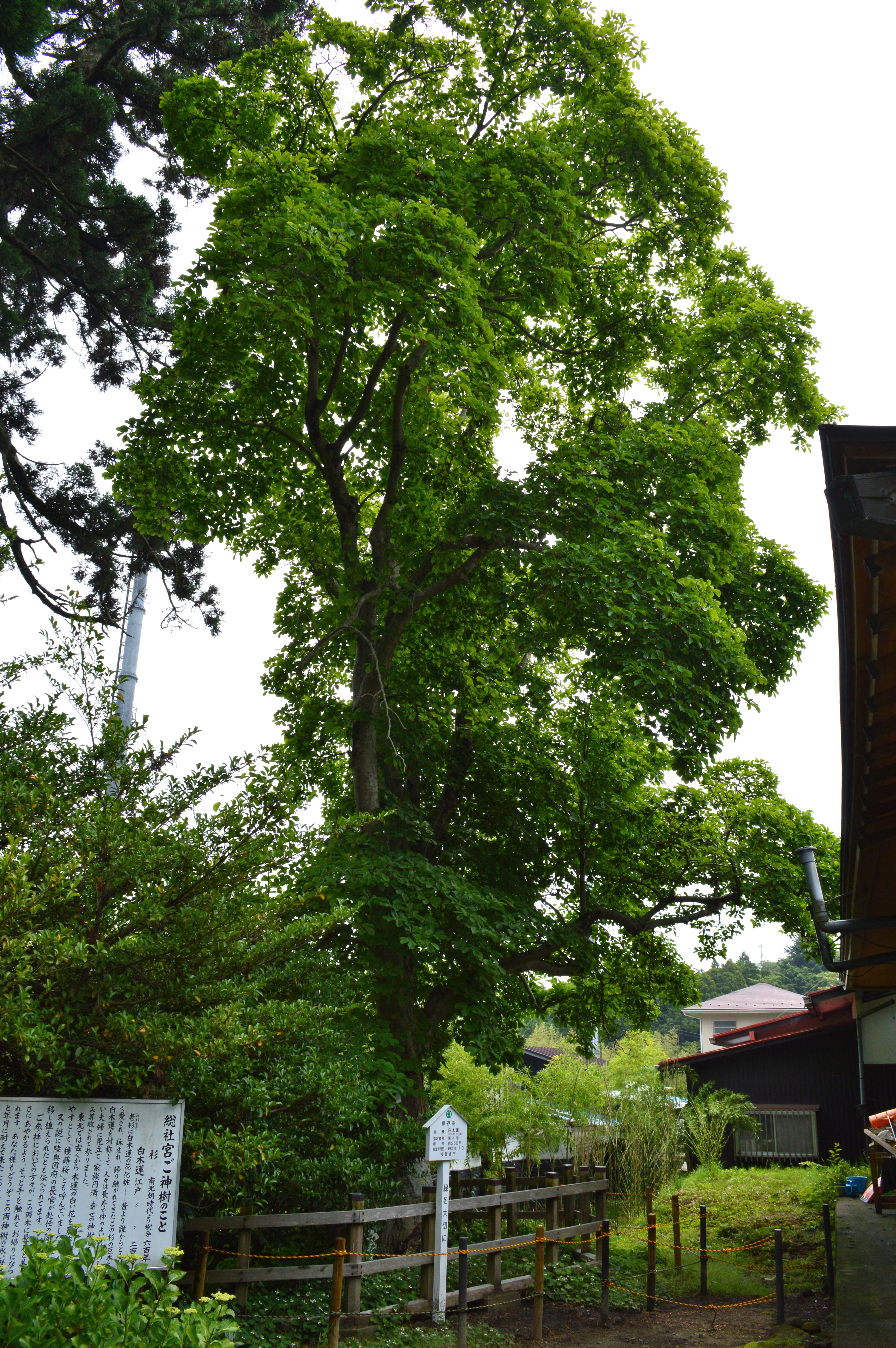
ハクモクレン
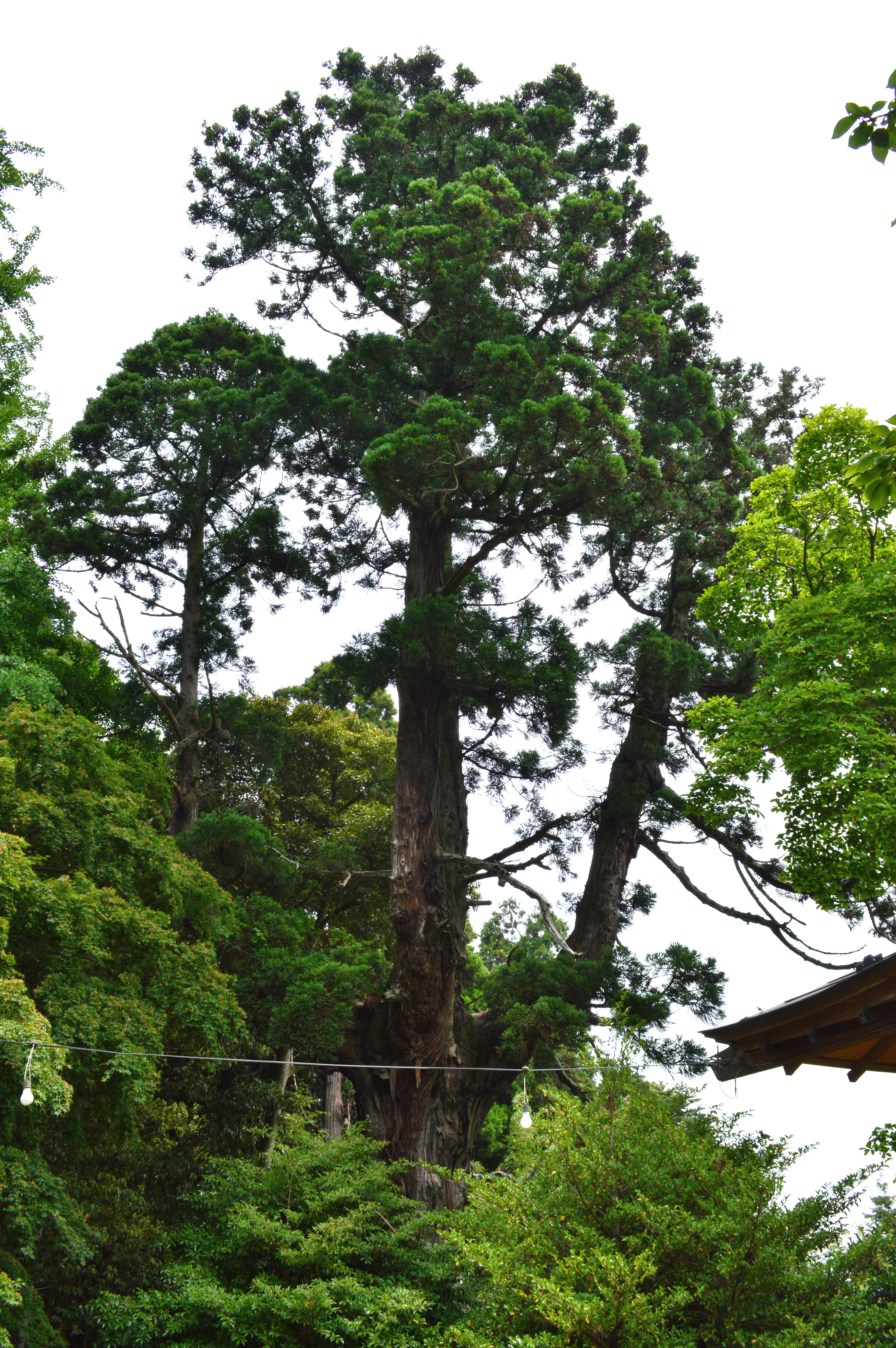
スギ

## 祭事
陸奥総社宮で年間に行われる祭事は次の通り。
- 初詣・元旦祭 （1月1日-3日）
- どんと祭 （1月14日）
- 節分祭 （2月第1土曜・日曜、第2土曜・日曜）
- 例大祭 （4月第3日曜） - 神輿渡御。
- 七五三祭 （10月下旬-11月中）

## 現地情報
所在地
- 宮城県多賀城市市川字奏社1

交通アクセス
- 東日本旅客鉄道（JR東日本）東北本線 国府多賀城駅 （徒歩30分）